# Erminio Rullo
Erminio Rullo (* 19. Februar 1984 in Neapel) ist ein italienischer ehemaliger Fußballspieler.

## Karriere
Erminio Rullo lernte das Fußballspielen in der Jugend von US Lecce und Inter Mailand als Abwehrspieler. In der Saison 2003/04 absolvierte er elf Partien für US Lecce. In der darauffolgenden Spielzeit erhielt er bereits 35 Einsätze bei Lecce und erzielte sein erstes Tor in der Serie A. In der Spielzeit 2005/06 absolvierte er 31 Ligaspiele, musste aber mit dem Verein am Saisonende in die Serie B absteigen. In der Saison 2006/07 bestritt Rullo noch 18 Spiele bei Lecce, er wechselte im Januar 2007 zum SSC Neapel. Mit den Süditalienern gelang ihm der sofortige Aufstieg in der Serie A, er lief bis zum Saisonende sieben Mal für Napoli auf. In der darauffolgenden Spielzeit absolvierte er nur vier Partien in der Meisterschaft, weshalb er für die komplette Spielzeit 2008/09 in die Serie B zu US Triestina verliehen wurde. In Triest schaffte er es sich sofort im Team zu etablieren und spielte sich in die Stammformation. Der Verteidiger bestritt 35 Partien für Triestina und erreichte mit dem Team den 8. Rang in der Serie B. Zur Saison 2009/10 kehrte er wieder zum SSC Neapel zurück, wo er allerdings nicht zu den Stammspielern gehört und bisher nur eine Partie in der Coppa Italia bestritt.
Nach einem Jahr auf Leihbasis in Triestina schloss er sich dem FC Modena an, wo er ebenfalls nur ein Jahr blieb. Seit 2013 steht Rullo nun bei der US Lecce unter Vertrag.